# Dendronephthya uliginosa
Dendronephthya uliginosa är en korallart som beskrevs av Thomson och Henderson 1906. Dendronephthya uliginosa ingår i släktet Dendronephthya och familjen Nephtheidae. Inga underarter finns listade i Catalogue of Life.